# Långnäs (Åland)
Långnäs (uitspraak: 'Longnes') is een haven in Lumparland aan de oostkant van het hoofdeiland van Åland.
Over de weg ligt het op ongeveer 30 km van de hoofdstad Mariehamn.
Vanuit Långnäs vertrekken grote internationale veerboten van de Viking line en Silja line naar Stockholm (Zweden) en Turku (Finland).
Ook vertrekken er lokale veerboten (van Ålandstrafiken) die de eilanden van Åland onderling verbinden:
- Långnäs - Bergö[1] - Överö (op Föglö) - Sottunga - Kumlinge
- Långnäs - Överö - Husö / Kyrkogårdsö[2] - Kökar - Galtby (Finland)

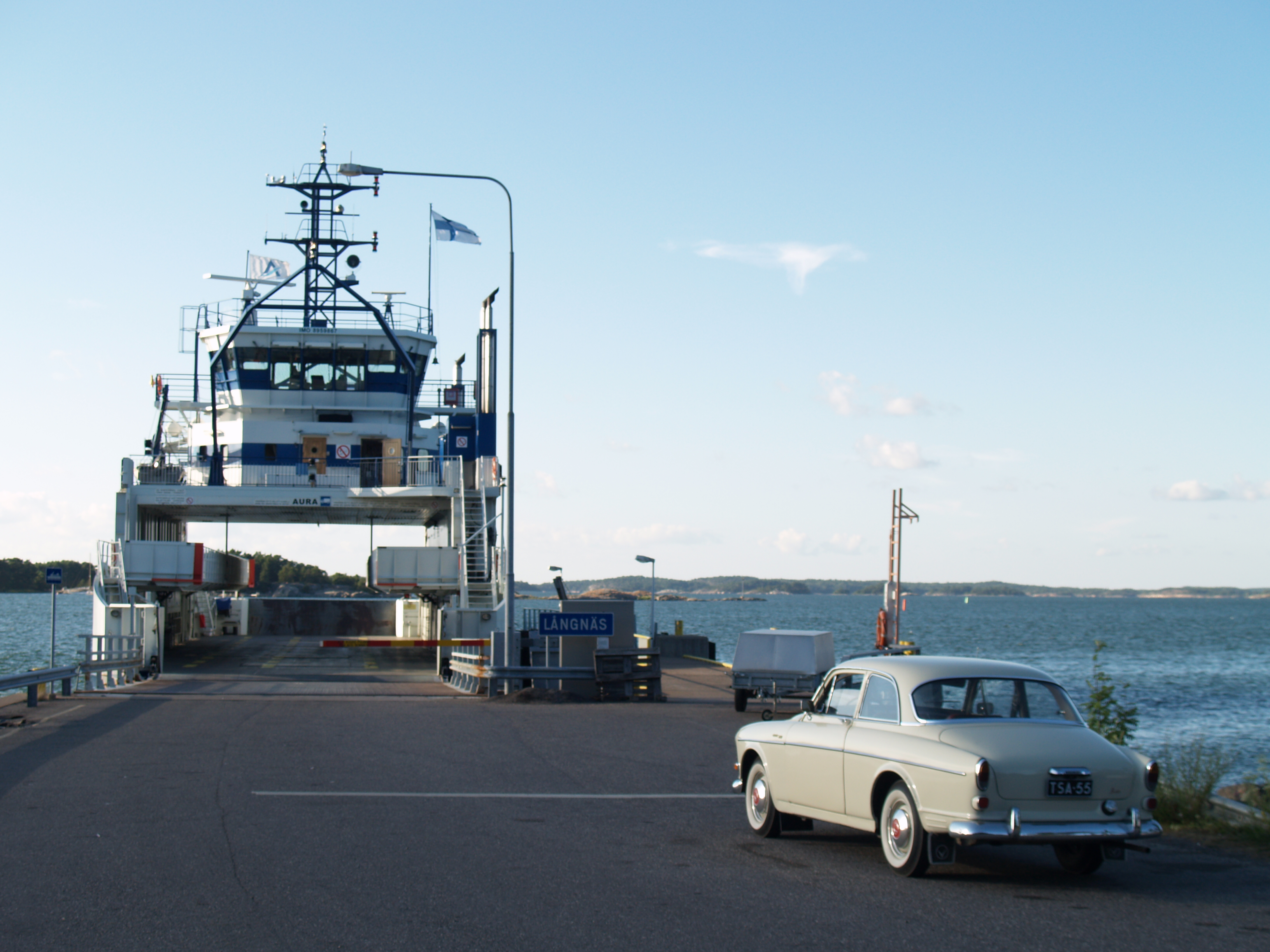
Een lokale veerboot van Ålandstrafiken legt aan in Långnäs.
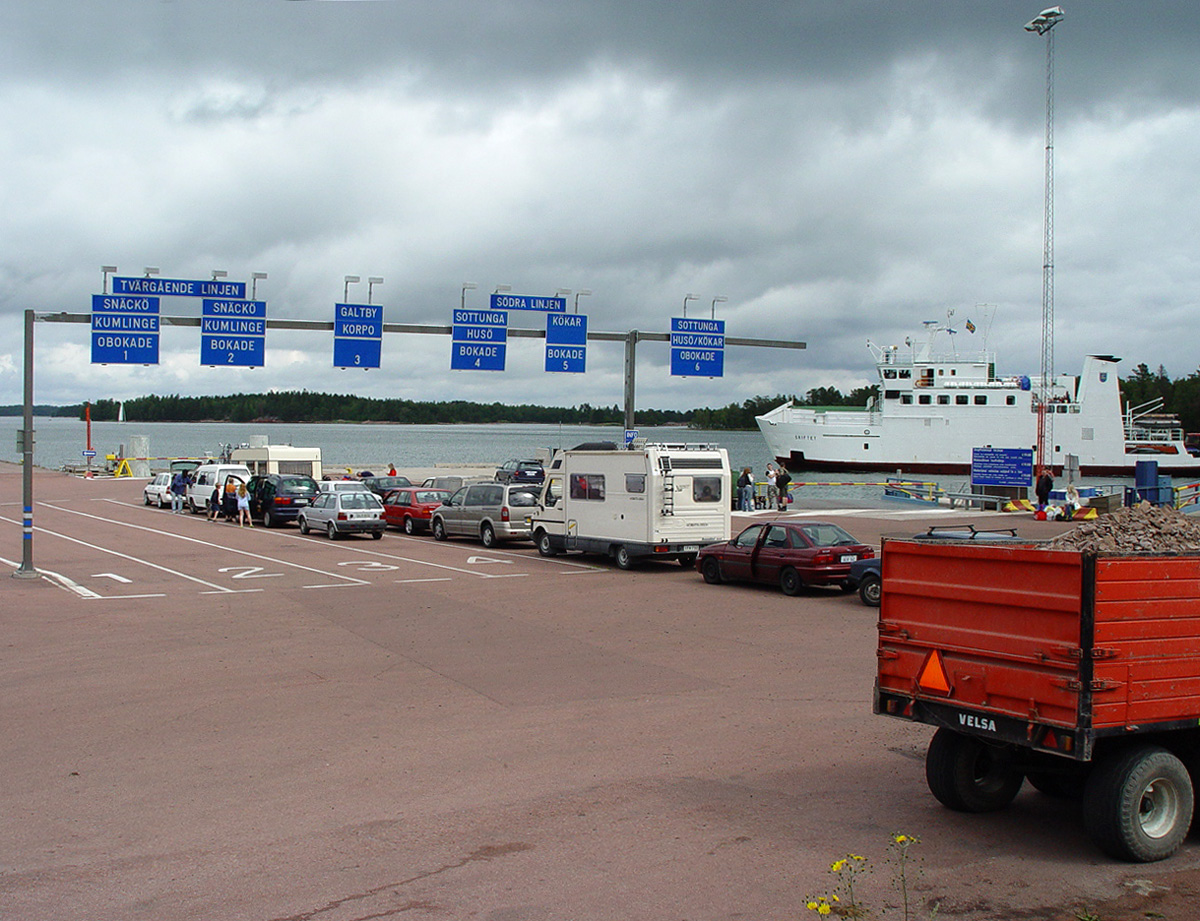
Voorsorteren voor een van de vele mogelijke bestemmingen.
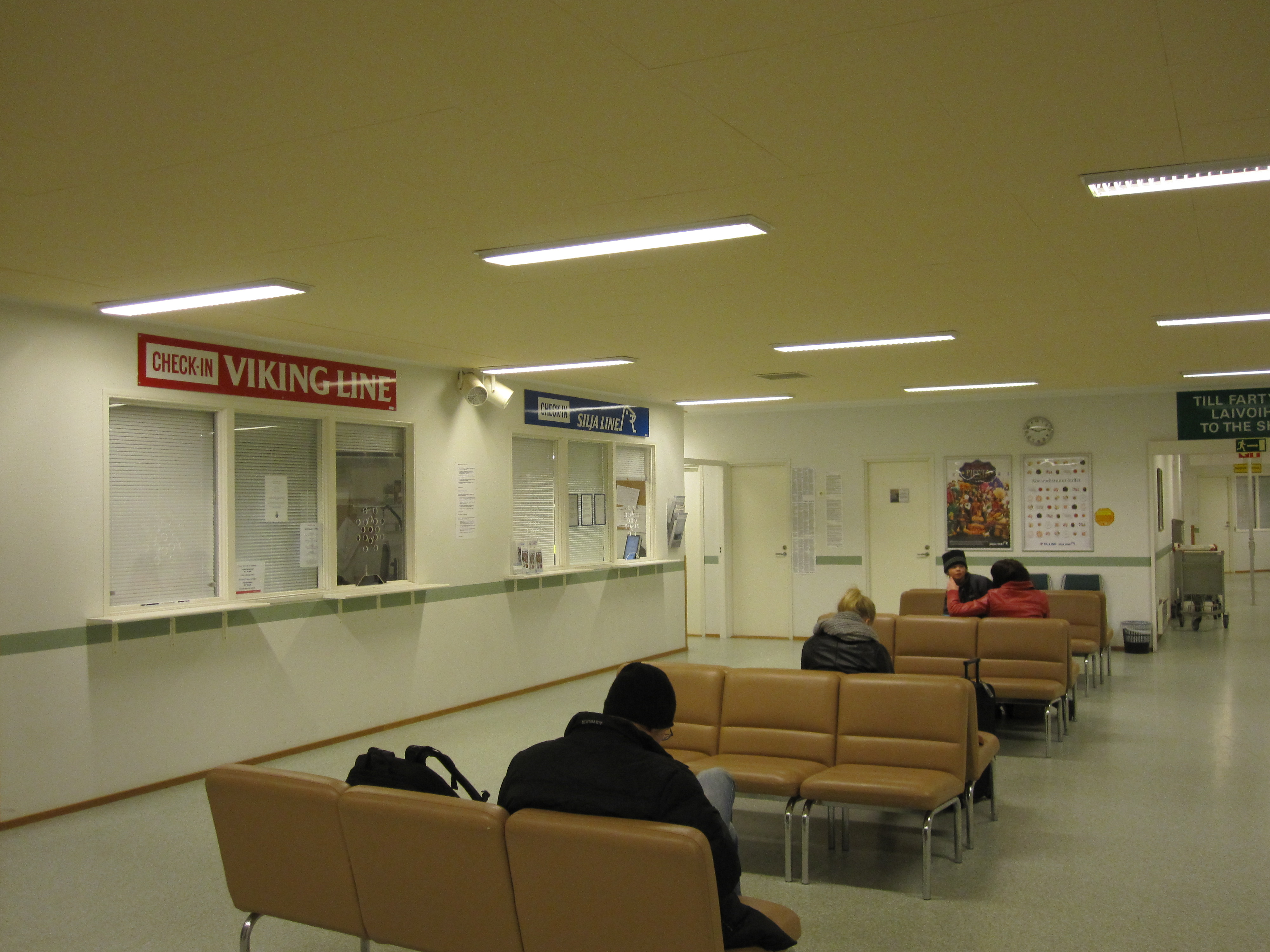
wachtkamer van de passagiersterminal.

## Geschiedenis
In 1965 opende Silja Line een veerhaven in Långnäs. De terminal: een opvallende doosvormige constructie met grote glazen wanden en door middel van stalen kabels opgehangen aan een extern stalen frame, was ontworpen door de beroemde Finse architect Bengt Lundsten. Deze terminal werd 10 jaar later gesloten en is in 1993 afgebroken.
In 1999 maakte de Europese unie een eind aan de verkoop van taxfree goederen op veerboten, maar de speciale privileges van Åland geven een legale uitzondering voor schepen die een haven in Åland aandoen. Omdat taxfree verkoop een belangrijke bron van inkomsten is voor de veermaatschappijen, maken alle veerverbindingen tussen Zweden en Finland sindsdien ergens een tussenstop op Åland, ondanks dat het vaak midden in de nacht gebeurt, er nauwelijks mensen in of uit stappen en de reistijd met 10 minuten wordt verlengd. Het aanleggen in deze haven wordt meestal aan boord niet eens aangekondigd.
Om die reden is in Långnäs in 1999 een nieuwe terminal gebouwd die aangepast is aan de grote veerboten die varen tussen Zweden en Finland.